# اندی سمبرگ
اندی سمبرگ انگلیسی: Andy Samberg؛ زادهٔ ۱۸ اوت ۱۹۷۸) بازیگر و کمدین آمریکایی است. او در سال ۲۰۰۱ میلادی گروه سه‌نفرهٔ طنز د لنلی آیلند را پایه‌گذاری کرد و از سال ۲۰۰۵ تا ۲۰۱۲ در برنامهٔ تلویزیونی پخش زنده شنبه شب به عنوان مجری حضور یافت و برای آن برندهٔ جوایزی از جمله گلدن گلوب و امی شده‌است. او همچنین بخاطر بازی در نقش جیک پرالتا در سریال بروکلین ناین ناین شناخته می‌شود.

## زندگی شخصی
سمبرگ با نوازنده جوانا نیوسام ازدواج کرده‌است. او زمانی خود را «یک ابرطرفدار» وی توصیف می‌کرد. آنها در یکی از کنسرت‌های او ملاقات کردند. سمبرگ پس از پنج سال آشنایی، در فوریه ۲۰۱۳ به او پیشنهاد ازدواج داد و آنها در ۲۱ سپتامبر ۲۰۱۳ در بیگ‌سور، کالیفرنیا، با هم ازدواج کردند همکار او ست مایرز به عنوان ساقدوش داماد حضور داشت. در مارس ۲۰۱۴، سمبرگ و نیوسام املاک مورکرست را در منطقه بیچوود کنیون، در لس آنجلس، کالیفرنیا خریداری کردند. آنها همچنین خانه ای در دهکده غربی در شهر نیویورک دارند. این زوج تولد دخترشان را در اوت سال ۲۰۱۷ اعلام کردند.

## فیلم‌شناسی

### فیلم
| سال  | عنوان                              | نقش                 | یادداشت                    |
| ---- | ---------------------------------- | ------------------- | -------------------------- |
| ۲۰۰۷ | Hot Rod                            | راد کیمبل           |                            |
| ۲۰۰۸ | Space Chimps                       | هم سوم              | صدا                        |
| ۲۰۰۸ | Extreme Movie                      | —                   | نویسنده کمکی               |
| ۲۰۰۸ | Nick and Norah's Infinite Playlist | مرد بی خانمان       |                            |
| ۲۰۰۹ | دوستت دارم، مرد                    | رابی کلوین          |                            |
| ۲۰۰۹ | ابری با احتمال بارش کوفته‌قلقلی     | برنت مک هیل         | صدا                        |
| ۲۰۱۱ | دوستی با مزایا                     | کوئینسی             |                            |
| ۲۰۱۱ | شماره‌ات چنده؟                      | گری پری             |                            |
| ۲۰۱۲ | سلست و جسی برای همیشه              | جسی ابرامز          |                            |
| ۲۰۱۲ | اون پسرمه                          | تاد/هان سولو        |                            |
| ۲۰۱۲ | دیدبان                             | کژوال وانکر شماره ۱ | نقش کوتاه                  |
| ۲۰۱۲ | هتل ترانسیلوانیا                   | جانی لوگران         | صدا                        |
| ۲۰۱۳ | بزرگ‌شده‌ها ۲                        | چیرلیدر             | نقش کوتاه                  |
| ۲۰۱۳ | فهرست کارها                        | ون کینگ             |                            |
| ۲۰۱۳ | ابری با احتمال بارش کوفته‌قلقلی ۲   | برنت مک هیل         | صدا                        |
| ۲۰۱۴ | همسایه‌ها                           | توگا شماره ۱        | نقش کوتاه                  |
| ۲۰۱۵ | هتل ترانسیلوانیا ۲                 | جانی لوگران         | صدا                        |
| ۲۰۱۶ | ستاره‌های پاپ: هرگز متوقف نمی‌شوند   | کانر فریل           | همچنین تهیه‌کننده و نویسنده |
| ۲۰۱۶ | لک‌لک‌ها                             | جونیور              | صدا                        |
| ۲۰۱۷ | Take the 10                        | جانی                |                            |
| ۲۰۱۷ | خرس بریگزبی                        | اریک                | همچنین تهیه‌کننده           |
| ۲۰۱۷ | Puppy!                             | جانی لوگران         | صدا، فیلم کوتاه            |
| ۲۰۱۸ | هتل ترانسیلوانیا: تعطیلات تابستانی | جانی لوگران         | صدا                        |
| ۲۰۲۰ | پالم اسپرینگز                      | نایلز               | همچنین تهیه‌کننده           |
| ۲۰۲۱ | آمریکا: تصویر متحرک                | بندیکت آرنولد       | صدا                        |
| ۲۰۲۲ | هتل ترانسیلوانیا ۴: تبدیل شدن      | جانی لوگرن          | صدا                        |
| ۲۰۲۲ | چیپ و دیل: تکاوران نجات            | دیل                 | صدا                        |
| ۲۰۲۳ | لی                                 |                     |                            |

### تلویزیون
| سال        | عنوان                                              | نقش                          | یادداشت                                                               |
| ---------- | -------------------------------------------------- | ---------------------------- | --------------------------------------------------------------------- |
| ۲۰۰۳–۲۰۰۴  | The 'Bu                                            | آرون                         | ۸ قسمت، همچنین نویسنده                                                |
| ۲۰۰۵       | پرورش شکست‌خورده                                    | مدیر صحنه                    | قسمت: "Righteous Brothers"                                            |
| ۲۰۰۵       | House of Cosbys                                    | کازبی تیم تریوسبی (صدا)      | ۲ قسمت                                                                |
| ۲۰۰۵–۲۰۱۲  | پخش زنده شنبه شب                                   | چند شخصیت                    | ۱۳۹ قسمت، همچنین نویسنده                                              |
| ۲۰۰۸       | Human Giant                                        | جاناتان                      | ۴ قسمت                                                                |
| ۲۰۰۹       | مراسم اهدای جایزه سینمایی ام‌تی‌وی ۲۰۰۹              | خودش (مجری)                  | ویژه برنامه تلویزیونی                                                 |
| ۲۰۰۹–۲۰۱۱  | بابای آمریکایی!                                    | ریکی رپتور / ضد مسیح (صدا)   | ۲ قسمت                                                                |
| ۲۰۱۰       | Freaknik: The Musical                              | چد (صدا)                     | فیلم تلویزیونی                                                        |
| ۲۰۱۰       | The Sarah Silverman Program                        | تابلوی اعلانات تروی          | قسمت: "Smellin' of Troy"                                              |
| ۲۰۱۰       | پارک‌ها و تفریحات                                   | کارل لورتن                   | قسمت: "Park Safety"                                                   |
| ۲۰۱۱–۲۰۱۷  | وقت ماجراجویی                                      | چند صدا                      | ۳ قسمت                                                                |
| ۲۰۱۲       | Portlandia                                         | اندی                         | قسمت: "Mixologist"                                                    |
| ۲۰۱۲       | ۳۰ راک                                             | خودش                         | قسمت: "The Ballad of Kenneth Parcell"                                 |
| ۲۰۱۲       | باب‌اسفنجی شلوارمکعبی                               | سرهنگ کارپر (صدا)            | قسمت: "Hello Bikini Bottom!"                                          |
| ۲۰۱۲       | Cuckoo                                             | دیل "کوکو" اشبریک            | ۷ قسمت                                                                |
| ۲۰۱۲–۲۰۱۶  | کمدی بنگ! بنگ!                                     | خودش                         | ۵ قسمت                                                                |
| ۲۰۱۳       | بیست و هشتمین جایزه ایندیپندنت اسپیریت             | خودش (مجری)                  | ویژه برنامه تلویزیونی                                                 |
| ۲۰۱۳       | The Awesomes                                       | چند صدا                      | ۳ قسمت                                                                |
| ۲۰۱۳       | Comedy Central Roast of James Franco               | خودش                         | ویژه برنامه تلویزیونی                                                 |
| ۲۰۱۳–اکنون | بروکلین ناین ناین                                  | جیک پرتالا                   | نقش اصلی، همچنین تهیه‌کننده                                            |
| ۲۰۱۴       | پخش زنده شنبه شب                                   | خودش (مجری)                  | ۱ قسمت                                                                |
| ۲۰۱۵       | The Eric Andre Show                                | اریک آندره                   | قسمت: "Pauly D & Rick Springfield"                                    |
| ۲۰۱۵       | Major Lazer                                        | دکتر نرد/دکتر باس دراپ (صدا) | ۲ قسمت                                                                |
| ۲۰۱۵       | 7 Days in Hell                                     | آرون ویلیامز                 | فیلم تلویزیونی، همچنین تهیه‌کننده اجرایی                               |
| ۲۰۱۵       | شصت و هفتمین جایزه امی ساعات پربیننده              | خودش (مجری)                  | ویژه برنامه تلویزیونی                                                 |
| ۲۰۱۶       | Party Over Here                                    | —                            | سازنده و تهیه‌کننده اجرایی                                             |
| ۲۰۱۶       | دختر جدید                                          | جیک پرتالا                   | قسمت: "Homecoming"                                                    |
| ۲۰۱۷       | Michael Bolton's Big, Sexy Valentine's Day Special | کنی جی                       | ویژه برنامه تلویزیونی                                                 |
| ۲۰۱۷       | Master of None                                     | نیکلاس کیج (صدا)             | قسمت: "New York, I Love You"                                          |
| ۲۰۱۷       | Tour de Pharmacy                                   | مارتی هاس                    | فیلم تلویزیونی، همچنین تهیه‌کننده اجرایی                               |
| ۲۰۱۷       | Lady Dynamite                                      | خودش                         | ۲ قسمت                                                                |
| ۲۰۱۸       | Alone Together                                     | —                            | تهیه‌کننده اجرایی                                                      |
| ۲۰۱۸       | برگری باب                                          | برت (صدا)                    | قسمت: "Sleeping with the Frenemy"                                     |
| ۲۰۱۹       | هفتاد و ششمین مراسم گلدن گلوب                      | خودش (مجری)                  | ویژه برنامه تلویزیونی                                                 |
| ۲۰۱۹       | پن۱۵                                               | —                            | تهیه‌کننده اجرایی                                                      |
| ۲۰۱۹       | I Think You Should Leave with Tim Robinson         | پل                           | قسمت: "We Used to Watch This at My Old Work"، همچنین تهیه‌کننده اجرایی |
| ۲۰۱۹       | The Unauthorized Bash Brothers Experience          | خوزه کانکو                   | ویژه برنامه تلویزیونی، همچنین تهیه‌کننده اجرایی                        |
| ۲۰۱۹       | The Dark Crystal: Age of Resistance                | مرتد (صدا)                   | ۴ قسمت                                                                |
| ۲۰۲۰       | هرگز تا به حال نداشته‌ام                            | خودش (صدا)                   | قسمت: "... been the loneliest boy in the world"                       |
| ۲۰۲۰       | Mapleworth Murders                                 |                              |                                                                       |

## جایزه و نامزدها
| سال  | جایزه                                  | دسته‌بندی                                                                 | کار                                 | نتیحه    |
| ---- | -------------------------------------- | ------------------------------------------------------------------------ | ----------------------------------- | -------- |
| ۲۰۰۷ | جایزهٔ امی ساعات پربیننده               | بهترین موسیقی اورجینال و متن آهنگfor the song "Dick In A Box"            | پخش زنده شنبه شب                    | برنده    |
| ۲۰۰۹ | جایزهٔ امی ساعات پربیننده               | بهترین موسیقی اورجینال و متن آهنگfor the song "Motherlover"              | پخش زنده شنبه شب                    | نامزدشده |
| ۲۰۰۹ | جایزه برگزیده نوجوانان                 | Web Star                                                                 | پخش زنده شنبه شب                    | نامزدشده |
| ۲۰۰۹ | جایزه برگزیده نوجوانان                 | کمدین برگزیده                                                            | پخش زنده شنبه شب                    | نامزدشده |
| ۲۰۱۰ | جایزه برگزیده مردم                     | Favorite Web Celeb                                                       | پخش زنده شنبه شب                    | نامزدشده |
| ۲۰۱۰ | جایزهٔ امی ساعات پربیننده               | بهترین موسیقی اورجینال و متن آهنگfor the song "Shy Ronnie"               | پخش زنده شنبه شب                    | نامزدشده |
| ۲۰۱۱ | جایزه برگزیده نوجوانان                 | کمدین برگزیده                                                            | پخش زنده شنبه شب                    | نامزدشده |
| ۲۰۱۱ | جایزهٔ امی ساعات پربیننده               | بهترین موسیقی اورجینال و متن آهنگfor the song "I Just Had Sex"           | پخش زنده شنبه شب                    | نامزدشده |
| ۲۰۱۱ | جایزهٔ امی ساعات پربیننده               | بهترین موسیقی اورجینال و متن آهنگ for the song "Jack Sparrow"            | پخش زنده شنبه شب                    | نامزدشده |
| ۲۰۱۱ | جایزهٔ امی ساعات پربیننده               | بهترین موسیقی اورجینال و متن آهنگ for the song "3-Way (The Golden Rule)" | پخش زنده شنبه شب                    | نامزدشده |
| ۲۰۱۲ | جایزه برگزیده نوجوانان                 | کمدین برگزیده                                                            | پخش زنده شنبه شب                    | نامزدشده |
| ۲۰۱۴ | جایزه برگزیده مردم                     | بهترین بازیگر مرد مجموعه تلویزیونی جدید                                  | بروکلین نه-نه                       | نامزدشده |
| ۲۰۱۴ | جایزه گلدن گلوب                        | بازیگر مرد سریال تلویزیونی کمدی یا موزیکال                               | بروکلین نه-نه                       | برنده    |
| ۲۰۱۴ | جایزه کمدی آمریکا                      | بهترین بازیگر مرد کمدی تلویزیون                                          | بروکلین نه-نه                       | برنده    |
| ۲۰۱۴ | جایزه برگزیده نوجوانان                 | بازیگر مرد برگزیدهٔ تلویزیونی: کمدی                                       | بروکلین نه-نه                       | نامزدشده |
| ۲۰۱۴ | جایزه انترتینمنت ویکلی                 | بهترین بازیگر، کمدی                                                      | بروکلین نه-نه                       | نامزدشده |
| ۲۰۱۵ | جایزه انجمن بازیگران فیلم              | بهترین گروه بازیگری در سریال کمدی                                        | بروکلین نه-نه                       | نامزدشده |
| ۲۰۱۵ | جایزه برگزیده نوجوانان                 | بازیگر مرد برگزیدهٔ تلویزیونی: کمدی                                       | بروکلین نه-نه                       | نامزدشده |
| ۲۰۱۵ | جایزهٔ امی ساعات پربیننده               | ساعات پربیننده برای بهترین نویسندگی برای ویژه‌برنامهٔ متنوع                | چهلمین سالگرد ویژه پخش زنده شنبه شب | نامزدشده |
| ۲۰۱۶ | جایزه برگزیده مردم                     | بازیگر مرد محبوب تلویزیونی طنز                                           | بروکلین نه-نه                       | نامزدشده |
| ۲۰۱۶ | جایزه برگزیده نوجوانان                 | بازیگر مرد برگزیدهٔ تلویزیونی: کمدی                                       | بروکلین نه-نه                       | نامزدشده |
| ۲۰۱۶ | جایزه پاپی                             | بهترین بازیگر نقش اصلی مرد در مجموعهٔ تلویزیونی کمدی                      | بروکلین نه-نه                       | برنده    |
| ۲۰۱۷ | جایزه برگزیده مردم                     | بازیگر مرد محبوب تلویزیونی طنز                                           | بروکلین نه-نه                       | نامزدشده |
| ۲۰۱۷ | جایزه برگزیده نوجوانان                 | بازیگر کمدی برگزیده تلویزیون                                             | بروکلین نه-نه                       | نامزدشده |
| ۲۰۱۸ | جایزه برگزیده نوجوانان                 | بازیگر کمدی برگزیده تلویزیون                                             | بروکلین نه-نه                       | نامزدشده |
| ۲۰۱۹ | نهمین دورهٔ جوایز سالانهٔ انتخاب منتقدان | بهترین بازیگر مرد در سریال کمدی                                          | بروکلین نه-نه                       | نامزدشده |
| ۲۰۱۹ | جایزه برگزیده نوجوانان                 | بازیگر کمدی برگزیده تلویزیون                                             | بروکلین نه-نه                       | نامزدشده |
| ۲۰۱۹ | جایزهٔ امی ساعات پربیننده               | بهترین گروه ویژه‌برنامه‌ها (زنده)                                          | هفتاد و ششمین مراسم گلدن گلوب       | نامزدشده |